# Searchlight Magazine
Searchlight ist eine britische antifaschistische Zeitschrift, die 1975 gegründet wurde und die ausführliche Berichte über Rassismus, Antisemitismus und Faschismus in Großbritannien veröffentlicht. Der Hauptfokus von Searchlight liegt auf der British National Party (BNP), Combat 18 und anderen Vertretern des Rechtsextremismus, obgleich auch Kritik der an der UK Independence Party und Teilen der Conservative Party veröffentlicht wurde. Sie ist Mitglied im Antifa-Net. International Antifascist Network for Research and Action. 

## Herausgeber
Die treibende Kraft hinter Searchlight ist Herausgeber Gerry Gable. Sowohl Gable als auch Morris Ludmer, der erste Herausgeber von Searchlight, waren Mitglieder der Communist Party of Great Britain.

## Aktivitäten
Die Zeitschrift veröffentlichte 1998 das Buch White Noise, in dem sie mit Schwerpunkt auf dem englischsprachigen Raum über die internationale Neo-Nazi-Musikszene berichtete. Das Buch wurde ins Deutsche übersetzt.

## Kritik
Über die Jahre hinweg in einer Monopolstellung entwickelte Searchlight den Anspruch die alleinige Expertise auf dem Gebiet des Rechtsextremismus zu besitzen. Searchlight wurde indessen sowohl durch linke als auch durch extrem rechte Organisationen als zweifelhafte Quelle kritisiert. Linksgerichtete Kritiker werfen Searchlight Verbindungen zu britischen Sicherheitsbehörden vor. Die aufgelöste Gruppe Anti-Fascist Action lehnte eine Zusammenarbeit mit der Zeitschrift wegen dieser Verbindung ab. 
Der anhaltendste und eingehendste linke Kritiker der Organisation Searchlight ist der Antifaschist und Herausgeber der Notes From the Borderland, Dr. Larry O’Hara. 1992 äußerte sich O’Hara wie folgt:
„Without doubt there are matters on which Searchlight is usually reliable — election results, court-cases, as well as the occasional publication of primary source documents. Outline sketches of individual careers are of rather more mixed reliability, and when it comes to actual interpretation of the significance of events on the far Right, Searchlight is often very questionable indeed.“
(deutsch: „Ohne Zweifel gibt es Belange, die betreffend Searchlight gewöhnlich zuverlässig ist: Wahlergebnisse, Gerichtsfälle und auch die gelegentliche Veröffentlichung von Primärquellen.
Zusammenfassungen von individuellen Lebensläufen sind von einer eher gemischten Zuverlässigkeit, und wenn es um die Interpretation der Bedeutsamkeit von Ereignissen innerhalb der radikalen Rechten geht, ist Searchlight in der Tat häufig fragwürdig.“)
In seiner Studie Searchlight for beginners von 1996 warf O’Hara Searchlight vor, wissentlich Schauermärchen zu fabrizieren und in der Darstellung gegenwärtigen Antisemitismus zu übertreiben, um finanzielle Unterstützung durch jüdische Interessenvertreter zu erhalten. Searchlight bezeichnete dies als Verschwörungstheorie und stufte darüber hinaus O’Haras Studie A Lie Too Far als Produkt der „Nazi counter-intelligence“ (deutsch: „Nazi-Gegenaufklärung“) ein. In O’Hara, der Mitglied der Green Party ist, sah Searchlight keinen unabhängigen Publizisten, sondern „a political errand boy for Patrick Harrington“ (deutsch: „ein politischer Laufbursche von Patrick Harrington“) (vormals Anführer der National Front) und einen „nazi fellow traveller“ (deutsch: „Nazi-Weggenossen“) (Searchlight Nr. 216, Juni 1993).